# Kỳ lân biển
Kỳ lân biển (Monodon monoceros) (tiếng Anh: Narwhal) là một loài động vật có vú sống ở biển kích cỡ trung bình thuộc phân bộ Cá voi có răng (Odontoceti), sống quanh năm ở vùng Bắc Cực. Cùng với cá voi trắng, chúng là hai loài duy nhất còn sinh tồn trong Họ Kỳ lân biển (Monodontidae). Đặc trưng của kỳ lân biển là con đực có một chiếc ngà dài, thẳng, có rãnh xoắn ở hàm trái phía trên của chúng (do đó mới được gọi là "kỳ lân").
Chúng được tìm thấy chủ yếu ở vùng biển Bắc Băng Dương thuộc Canada và xung quanh đảo Greenland, nhưng hiếm khi dưới vĩ tuyến 65° Bắc.
Kỳ lân biển là động vật ăn thịt đặc hữu của Bắc Cực, vào mùa đông chúng săn mồi dưới đáy sâu khoảng 1.500 m bên dưới lớp băng dày. Hơn ngàn năm nay người Eskimo tại bắc Canada và Greenland vẫn săn bắt chúng để lấy thịt và ngà.

## Phân loại và di truyền
Kỳ lân biển có quan hệ rất gần với cá voi trắng. Cùng với nhau, chúng là 2 loài duy nhất còn lại của họ Monodontidae (đôi khi còn gọi là họ Cá voi trắng). 
Họ Monodontidae mô tả có kích thước trung bình (chiều dài từ 3–5 m), trán dạng dưa hấu, mõm ngắn, và không có vây lưng thực sự.
Monodontidae (họ Cá voi trắng) cùng với họ Delphinidae (họ cá heo đại dương) và họ Phocoenidae (họ cá heo chuột) hợp lại thành siêu họ Delphinoidea.
Các bằng chứng di truyền cho thấy họ cá heo chuột có quan hệ chặt chẽ với họ cá voi trắng hơn là họ cá heo đại dương, và hai họ này tạo thành một nhánh riêng biệt tách ra từ siêu họ Delphinoidea trong vòng 11 triệu năm qua.

## Đặc điểm

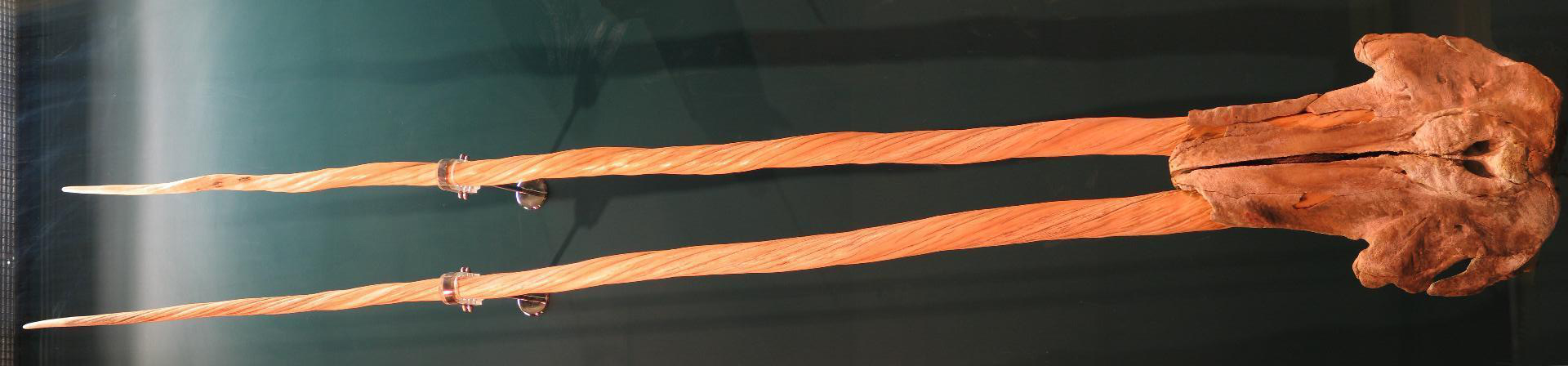
Mẫu xương sọ này có tới 2 ngà, đặc điểm hiếm hoi của kỳ lân biển. Thông thường kỳ lân biển đực chỉ có 1 ngà dài phát triển từ răng nanh hàm trên bên trái. (Bảo tàng Zoologisches tại Hamburg)

Kỳ lân biển đực trưởng thành có thể nặng tới 1.600 kg (3.500 pound), và con cái nặng khoảng 1.000 kg (2.200 pound). 
Màu da của chúng được pha trộn những đốm đen và trắng. Thông thường kỳ lân biển có màu tối khi mới sinh và sáng dần theo tuổi.
Đặc điểm dễ thấy nhất của kỳ lân biển đực là một chiếc ngà dài khoảng 2 đến 3 m phát triển từ răng nanh hàm trên bên trái trông giống như sừng của con kỳ lân trong huyền thoại.
Chiếc ngà có thể dài tới 3 mét (khá lớn nếu so với chiều dài cơ thể chỉ khoảng 4 đến 5 m) và nặng đến 10 kg.
Trung bình trong khoảng 500 con đực thì có 1 trường hợp có 2 ngà, đó là do chiếc răng nanh bên phải cũng phát triển lớn thành ngà.
Kỳ lân biển cái cũng có ngà nhưng ngắn hơn và thẳng hơn con đực, nó cũng có thể có 1 cặp ngà nhưng trường hợp này cực kỳ hiếm gặp, từ trước đến nay mới chỉ ghi nhận được 1 trường hợp con cái có 2 ngà.
Giả thuyết được chấp nhận rộng rãi cho rằng chiếc ngà là một đặc điểm hấp dẫn giới tính. Giống như bờm của sư tử đực hay bộ lông đuôi của con công trống.
Nó có thể giúp xác định cấp bậc xã hội, duy trì hệ thống phân cấp thống trị, hoặc giúp các con đực non phát triển các kỹ năng cần thiết để thực hiện trong vai trò tình dục. Hiếm khi quan sát thấy kỳ lân biển dùng ngà để đánh nhau, hành vi hung hăng khác hoặc để phá vỡ băng trên biển trong môi trường sống ở Bắc Cực của chúng.
Mặc dù bề ngoài cứng rắn, ngà của kỳ lân biển có khả năng nhạy cảm đáng nể. Với 10 triệu mối liên kết thần kinh nhỏ xíu chạy từ trung tâm thần kinh của ngà tới bề mặt bên ngoài, chiếc ngà giống như một cái màng có bề mặt ngoài cực nhạy và có thể phát hiện những thay đổi rất nhỏ trong nhiệt độ, áp suất nước biển. Vì kỳ lân biển có thể phát hiện những thay đổi nhỏ trong nước, chúng có thể nhận ra độ mặn của nước cũng như những dao động xung quanh con mồi, và điều này sẽ giúp chúng sống sót trong môi trường băng giá Bắc cực.

## Hành vi và thức ăn
Kỳ lân biển có một chế độ ăn uống tương đối hạn chế. Con mồi của nó chủ yếu bao gồm cá bơn Greenland, cá tuyết vùng cực, cá tuyết Bắc cực, tôm và mực ống Gonatus.
Những loại thức ăn khác tìm thấy trong dạ dày của chúng bao gồm cá wolffish, cá capelin, trứng cá skate và đôi khi có cả đá (vô tình nuốt vào bụng khi kiếm ăn ở đáy).
Đáng chú ý nhất về sự thích nghi của chúng là khả năng lặn sâu. Kỳ lân biển được ghi nhận là loài động vật có vú lặn sâu nhất, ít nhất là 800 mét (2.625 feet) trên 15 lần mỗi ngày, với nhiều lặn đạt 1.500 mét (4.921 feet). Chúng lặn đến độ sâu này kéo dài khoảng 25 phút, bao gồm cả thời gian ở dưới đáy và quá trình di chuyển lên xuống bề mặt (Những ghi nhận này diễn ra trong mùa đông).
Kỳ lân biển thường tập trung thành đàn với khoảng 5-10 cá thể. Vào mùa hè, một vài nhóm hợp vào với nhau, tạo thành tập hợp lớn hơn. Đôi khi, kỳ lân biển đực cọ xát ngà của chúng với nhau trong một hoạt động được gọi là "đấu ngà" (tusking). Hành vi này được cho là duy trì hệ thống phân cấp xã hội.

## Số lượng và phân bố

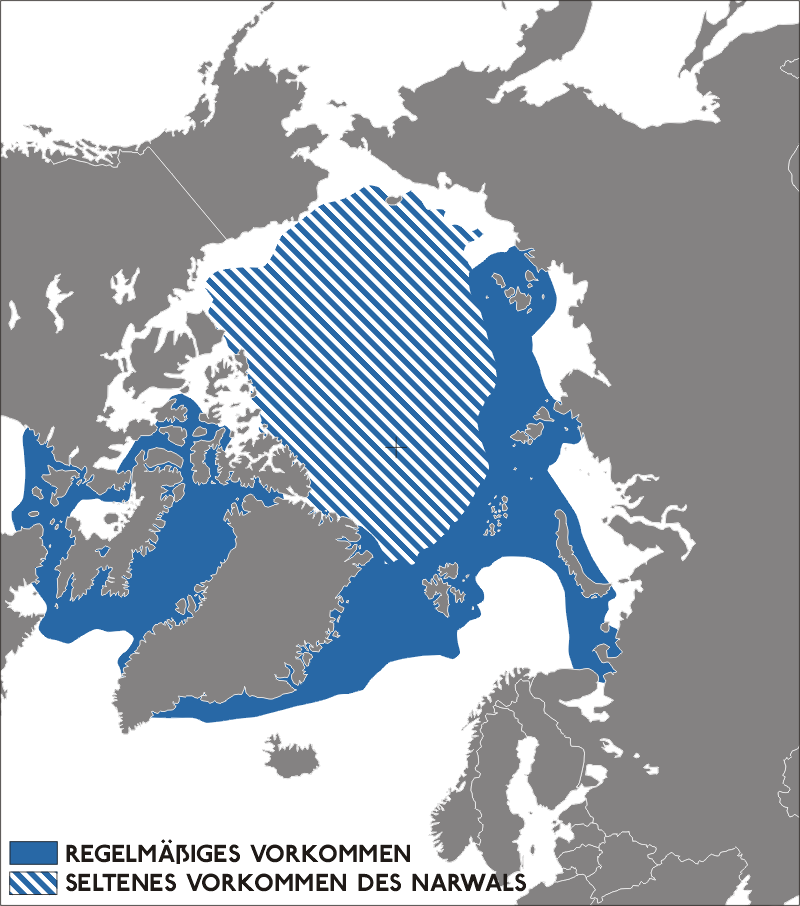
Vùng thường xuyên (màu xanh) và thỉnh thoảng (vạch chéo) xuất hiện kỳ lân biển

Kỳ lân biển phân bố chủ yếu ở Đại Tây Dương và Bắc Băng Dương. Chúng thường được ghi nhận xuất hiện tại phía bắc vịnh Hudson, eo biển Hudson, vịnh Baffin; ngoài khơi bờ biển phía đông Greenland; và trong một dải chạy về phía đông từ cuối bắc đảo Greenland vòng phía đông Nga (170° Đông).
Hiện tại số lượng kỳ lân biển ước tính còn khoảng 75.000 cá thể. Phần lớn tập trung trong các vịnh hẹp bắc Canada và phía tây Greenland.
Kỳ lân biển là một loài di cư. Trong những tháng mùa hè, chúng di chuyển đến gần bờ biển hơn, thường là theo từng nhóm từ 10-100 con. Khi bắt đầu đóng băng vào mùa đông, chúng di chuyển xa bờ, và cư trú trong vùng băng dày đặc, sống dựa vào các rãnh và hố băng nhỏ. Khi mùa xuân đến, những rãnh biến thành kênh và kỳ lân biển trở lại các vùng vịnh, bờ biển cũ.

## Săn bắt và bảo tồn
Kẻ thù của kỳ lân biển bên cạnh con người là gấu bắc cực và cá voi sát thủ (Orca). Người Inuit (Eskimo) được cho phép để săn các loài cá voi hợp pháp để phục vụ đời sống. 
Hầu như tất cả các phần của thịt kỳ lân biển, da, mỡ và các cơ quan được tiêu thụ. Đối với người Inuit trên đảo Greenland, kỳ lân biển cung cấp lượng vitamin C nhờ lớp mỡ và da phía ngoài, một loại vitamin được coi là hiếm ở trên vùng đất khắc nghiệt này. Nếu không có chúng, có lẽ những người Inuit đã không thể tồn tại được. 
Người dân đảo Greenland được chính quyền cho phép săn kỳ lân biển, nhưng không được phép săn con cái và phải mang xác đi sau khi giết chúng. 
Greenland cấm xuất khẩu ngà kỳ lân biển và Liên minh châu Âu cũng cấm nhập khẩu loại hàng quý hiếm này. Tuy nhiên, nhiều người vẫn hy vọng bắn được một con kỳ lân biển có ngà có thể bán được hơn 1.000 USD. Ngoài ra, các thợ săn cũng trông chờ lấy được phần mà họ gọi là "muktuk", nằm phía trên mỡ và da, có giá trị như một món cao lương mỹ vị truyền thống.
Thời Trung cổ, ngà kỳ lân biển có giá trị bằng vàng tương đương 10 lần khối lượng nó. Nữ hoàng Elizabeth I từng được tiến cống một ngà được chạm khắc đá quý với giá trị 10.000 bảng Anh (khoảng 1,5 đến 2,7 triệu bảng Anh năm 2007), đủ để mua một tòa lâu đài. Hiện nay một đoạn ngà dài 30 cm cũng có giá đến 125 USD. Trong những năm gần đây, trung bình mỗi năm khoảng 500 con kỳ lân biển ở vùng Bắc Cực Canada bị giết.

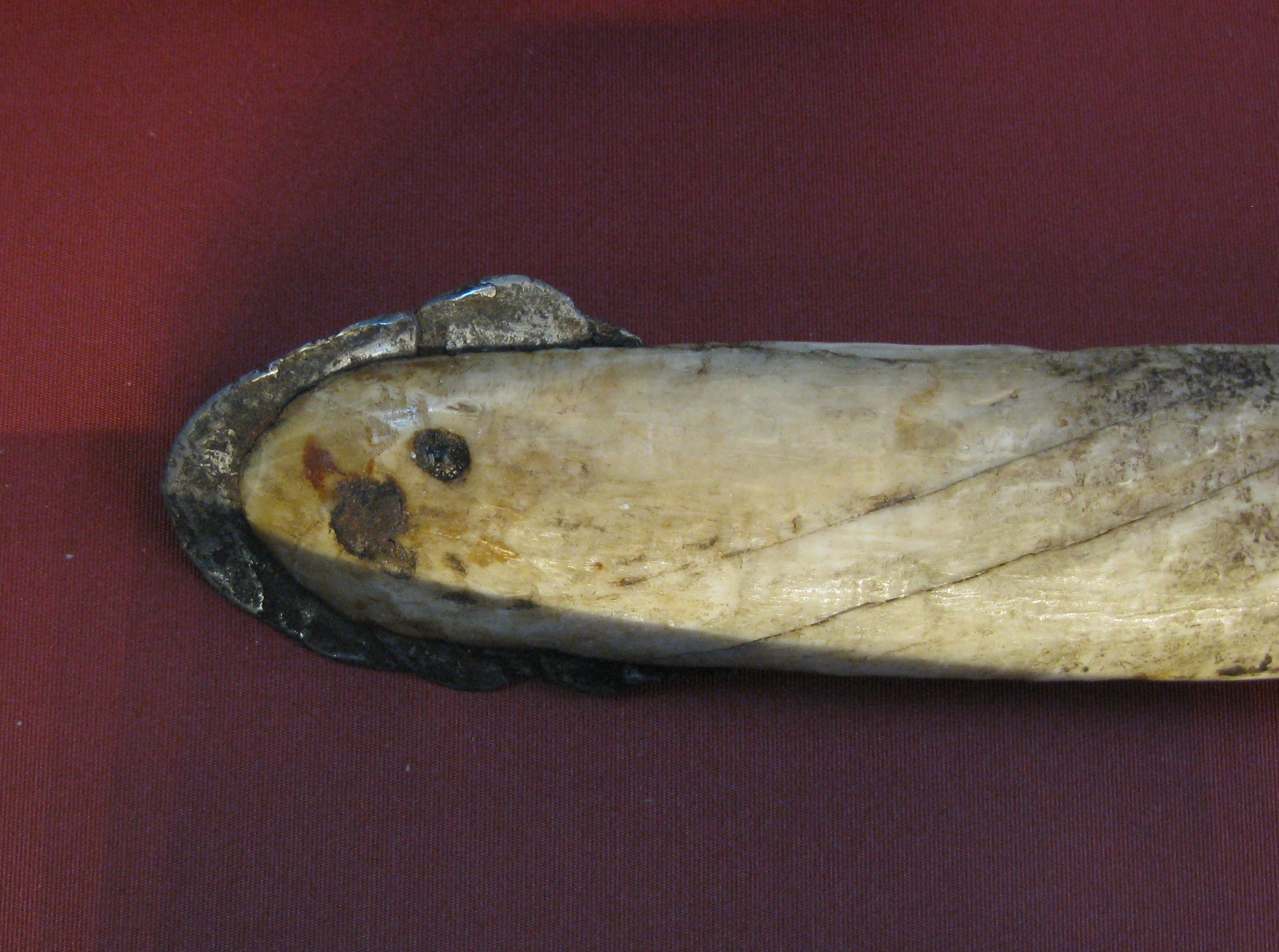
Chiếc thương làm từ ngà kỳ lân biển với phần đầu là lưỡi sắt

Kỳ lân biển được xem là một trong các động vật có vú biển Bắc cực dễ bị tổn thương nhất với biến đổi khí hậu. Kỳ lân biển được đưa vào nuôi nhốt có xu hướng chết vì nguyên nhân tự nhiên.

## Trong văn hóa

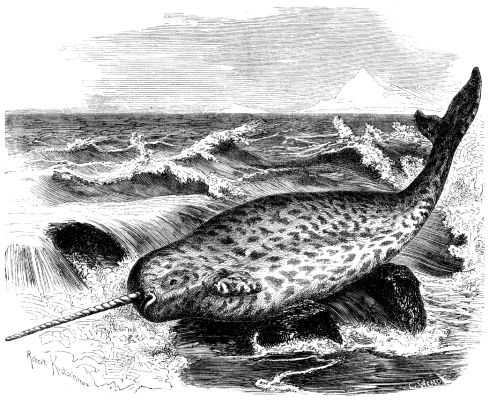
Hình vẽ kỳ lân biển trong Brehms Tierleben

Một số người châu Âu thời trung cổ tin rằng ngà kỳ lân biển là sừng của kỳ lân trong thần thoại.
Sừng kỳ lân (trong thần thoại) được coi là có sức mạnh ma thuật, chẳng hạn như khả năng để chữa bệnh ngộ độc và bệnh trầm uất, những người Viking và các lái buôn phương bắc chớp lấy cơ hội này đã có thể bán chúng với giá trị qui ra vàng gấp nhiều lần trọng lượng chính chiếc ngà. 
Ngà còn được sử dụng để làm ly mà người ta tin rằng có thể hóa giải bất kì chất độc nào.
Herman Melville đã viết một phần về kỳ lân biển trong tác phẩm Moby Dick, trong đó ông tuyên bố một ngà kỳ lân biển treo trong "một thời gian dài" ở lâu đài Windsor sau khi Sir Martin Frobisher đã trao nó cho Nữ hoàng Elizabeth.
Kỳ lân biển cũng xuất hiện trong Hai vạn dặm dưới đáy biển của Jules Verne.